# Ізвоареле (Біхор)
Ізвоареле (рум. Izvoarele) — село у повіті Біхор в Румунії. Входить до складу комуни Віїшоара.
Село розташоване на відстані 436 км на північний захід від Бухареста, 51 км на північний схід від Ораді, 114 км на північний захід від Клуж-Напоки.

## Населення
За даними перепису населення 2002 року у селі проживали 256 осіб.
Національний склад населення села:
| Національність | Кількість осіб | Відсоток |
| -------------- | -------------- | -------- |
| угорці         | 132            | 51,6%    |
| румуни         | 124            | 48,4%    |

Рідною мовою назвали:
| Мова      | Кількість осіб | Відсоток |
| --------- | -------------- | -------- |
| угорська  | 130            | 50,8%    |
| румунська | 125            | 48,8%    |